# Vlastivědné muzeum Jesenicka
Vlastivědné muzeum Jesenicka, největší a nejvýznamnější instituce tohoto typu na území okresu Jeseník, je příspěvkovou organizací, kterou zřizuje a financuje Olomoucký kraj. Muzeum bylo založeno roku 1900 a sídlí ve významném historickém objektu vodní tvrze v centru města Jeseník. Již od svého vzniku se jesenické muzeum primárně orientovalo na regionální vlastivědu, tj. na oblast současného okresu Jeseník (s přesahy do sousedních okresů Šumperk a Bruntál) a na území Hrubého Jeseníku. Vedle čtyř stálých expozic a permanentní odborné činnosti se zaměřuje na prezentaci výstav nejrůznějšího charakteru, na pořádání přednášek, exkurzí, edukačních programů a dalších akcí pro veřejnost. Muzeum rovněž spravuje expozici věnovanou proslulému léčiteli Vincenzi Priessnitzovi nacházející se v jeho rodném domě v Lázních Jeseník.

## Historie
V roce 1897 připravily členky ženského dobročinného spolku v Jeseníku (tehdy pod názvem Freiwaldau, česky Frývaldov) výstavu s názvem „Starý Frývaldov a okolí“ (Alt-Freiwaldau und Umgebung), na jejíž počest napsal významný regionální básník a politik Viktor Heeger oslavnou báseň „An Alt Freiwaldau“. Expozice slavila u návštěvníků úspěch, a v řadách jesenických patriotů tak začala klíčit myšlenka soustředit vystavené exponáty ve stálých prostorách. Dne 19. října 1900 bylo na zasedání obecního výboru rozhodnuto o zřízení stálého muzea. Tímto úkolem byli pověřeni řídící učitel a nadšený vlastivědný pracovník Adolf Kettner, oblíbený děkan Josef Neugebauer, ředitel měšťanské školy Karl Hiltscher, průmyslník Erwin Weiss a majitel hotelu Krone (dnes Koruna) Edmund Wolf.
Již v březnu následujícího roku získala nově vzniklá instituce první sbírkový předmět – pamětní kamenný kříž s informací o posledním jesenickém katu Michaelu W., který byl roku 1646 zastřelen švédskými vojsky. Slavnostní otevření muzea proběhlo 17. prosince 1905 v budově někdejšího Pedagogia (na Školní ulici). Funkcí kustoda byl pověřen Adolf Kettner, mimo jiné dlouholetý předseda jesenické sekce Moravskoslezského sudetského horského spolku. Dobové dokumenty a fotografie z této doby sice svědčí o ne příliš odborném pojetí muzejnické práce, o to více z nich však vyniká nadšení pracovníků. Přestože jejich činnost zbrzdila první světová válka, od roku 1918 se sbírkový fond začal opět rozrůstat (především díky darům obyvatel města), což nutně vyžadovalo změnu výstavních prostor. Po dohodě s vratislavským biskupstvím se muzeum v roce 1932 částečně přesunulo do Vodní tvrze. Ve 30. letech vytvořil nový kustod dr. Franz Peschel novou, již vysoce profesionální expozici vystavující kupř. předměty spojené s dějinami lázeňství, produkty jesenických fabrik, ukázky lidové tvořivosti nebo doklady fortelnosti nejvýznamnějších lokálních umělců (především dřevořezby z dílny slavné rodiny Kutzerů).

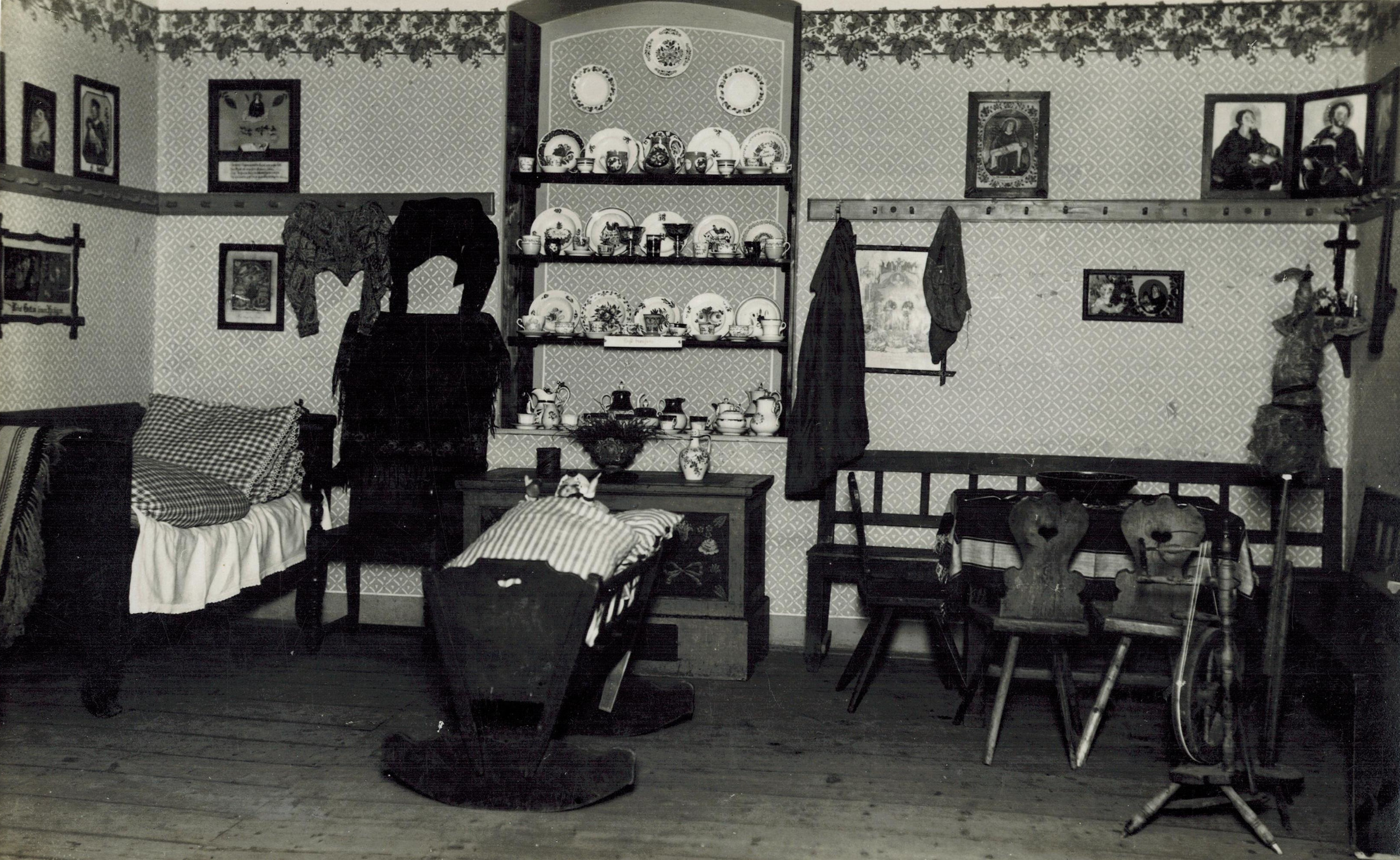
Etnografická část expozice někdejšího muzea ve Frývaldově, 30. léta.

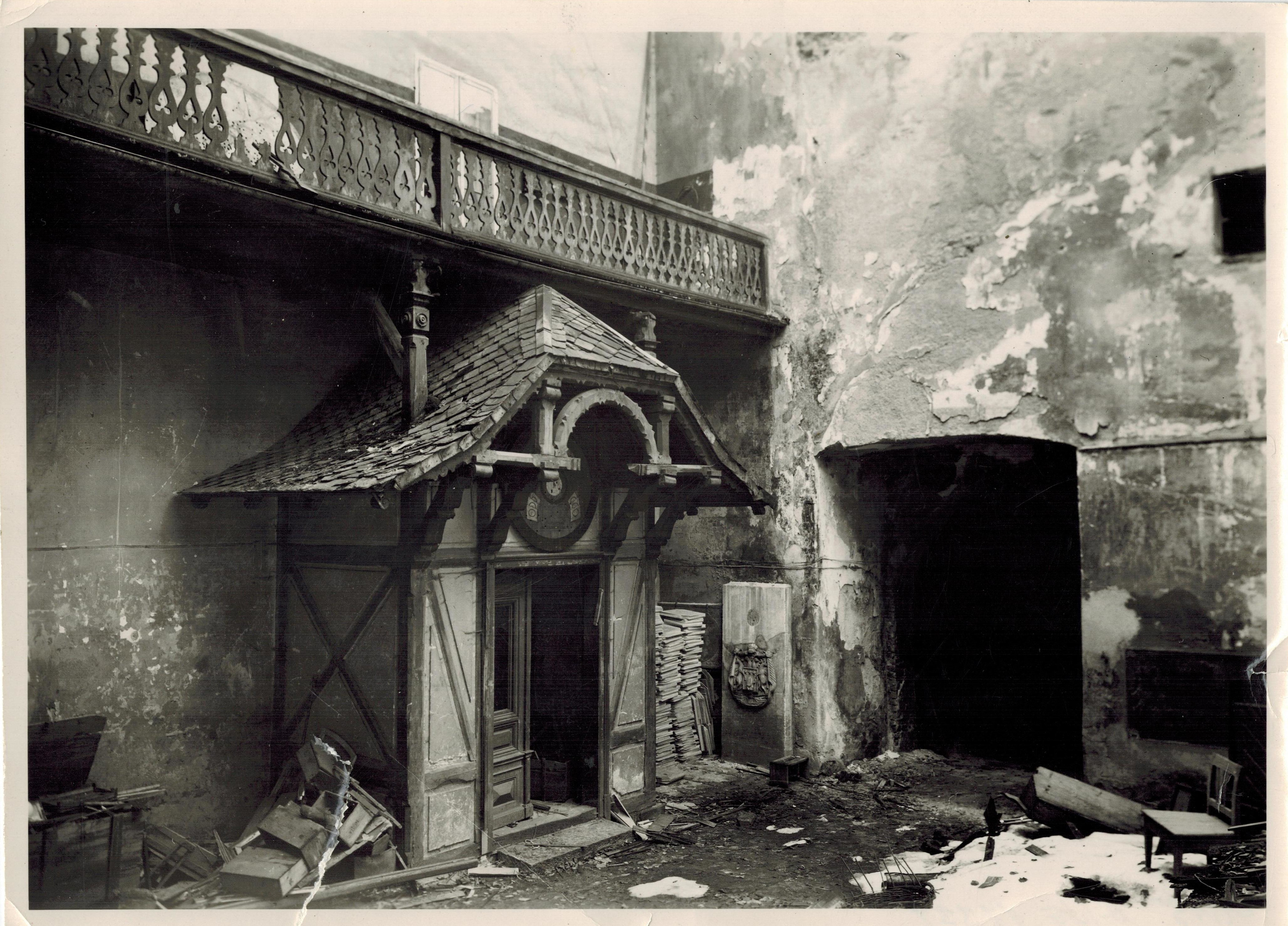
Neutěšený stav jesenického muzea, foto z roku 1951.

Druhá světová válka a události spojené s vysídlením drtivé většiny původního obyvatelstva vnesly do muzejnictví chaos, vlivem častého přemisťování předmětů se ztratila řada vzácných sbírkových předmětů a ani budova tvrze nebyla v nejlepším stavu. Muzeum tedy bylo přesunuto do provizorních prostor na dnešním Masarykově náměstí. Situace se začala měnit k lepšímu v polovině 50. let s příchodem nových odborných pracovníků. Tehdy se muzeum opět stěhovalo, tentokrát do bývalého kláštera voršilek. V roce 1959 vystřídal správce muzejních sbírek V. Krmníčka Vítězslav Zeman. Roku 1963 se muzeum stalo součástí Vlastivědného ústavu v Šumperku, pod který spadalo až do vzniku okresu Jeseník v roce 1996. V letech 1970–1982 opět proběhla rozsáhlá rekonstrukce objektu. V muzeu se vystřídala celá řada význačných odborníků, jmenovitě kupř. historici Vítězslav Zeman, Zdeněk Brachtl, biologové František Lemon či Antonín Lyko, geolog Josef Večeřa a další. Roku 1993 byla díky Moravskoslezskému sudetskému horskému spolku obnovena pamětní deska Karla Ditterse z Dittersdorfu, která je umístěna vlevo od hlavního vchodu.

## Expozice

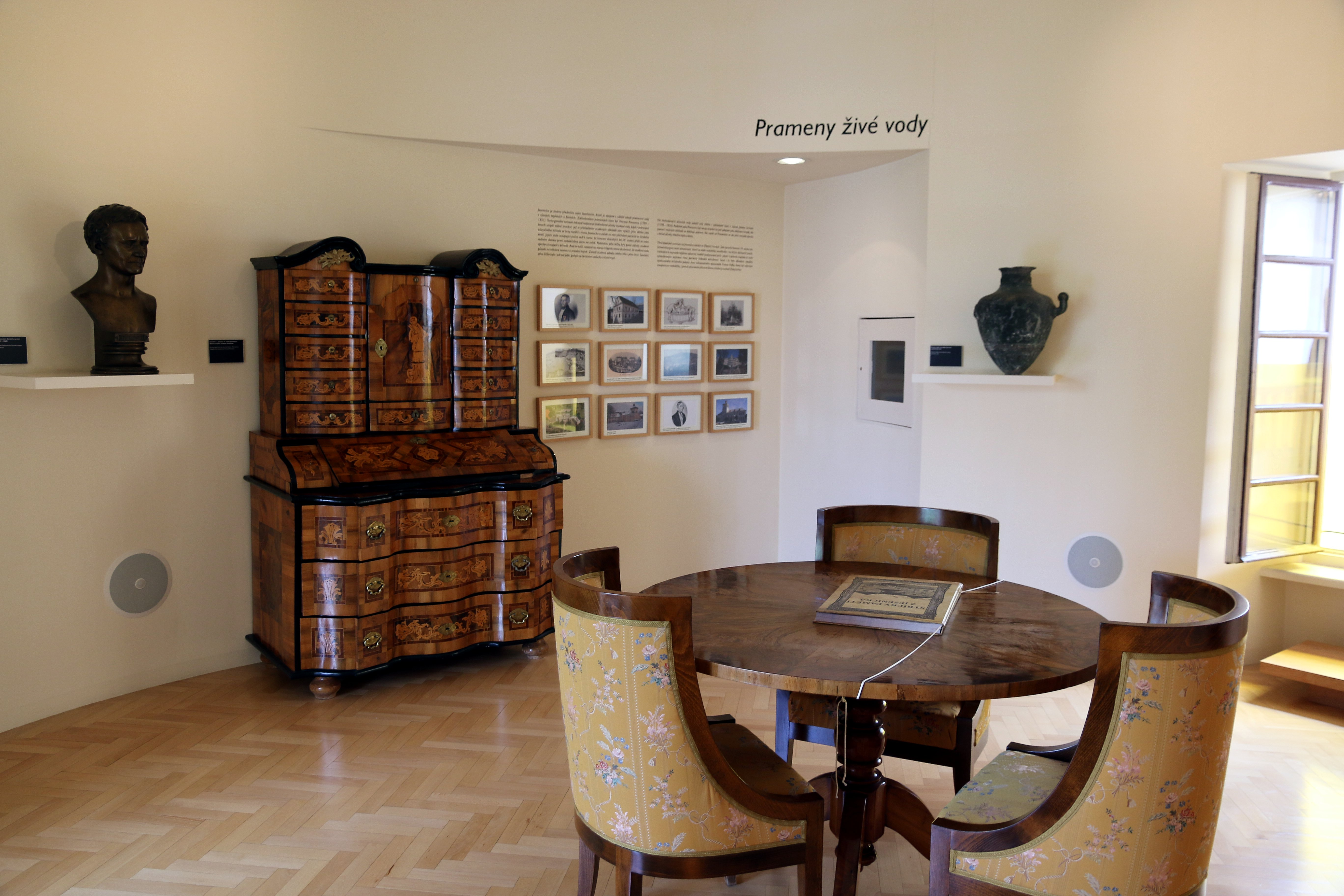
Jedna z částí historické expozice jesenického muzea zaměřená na historii lázeňství v regionu, místní hudební tradici a nejkrásnější místa v okolí.

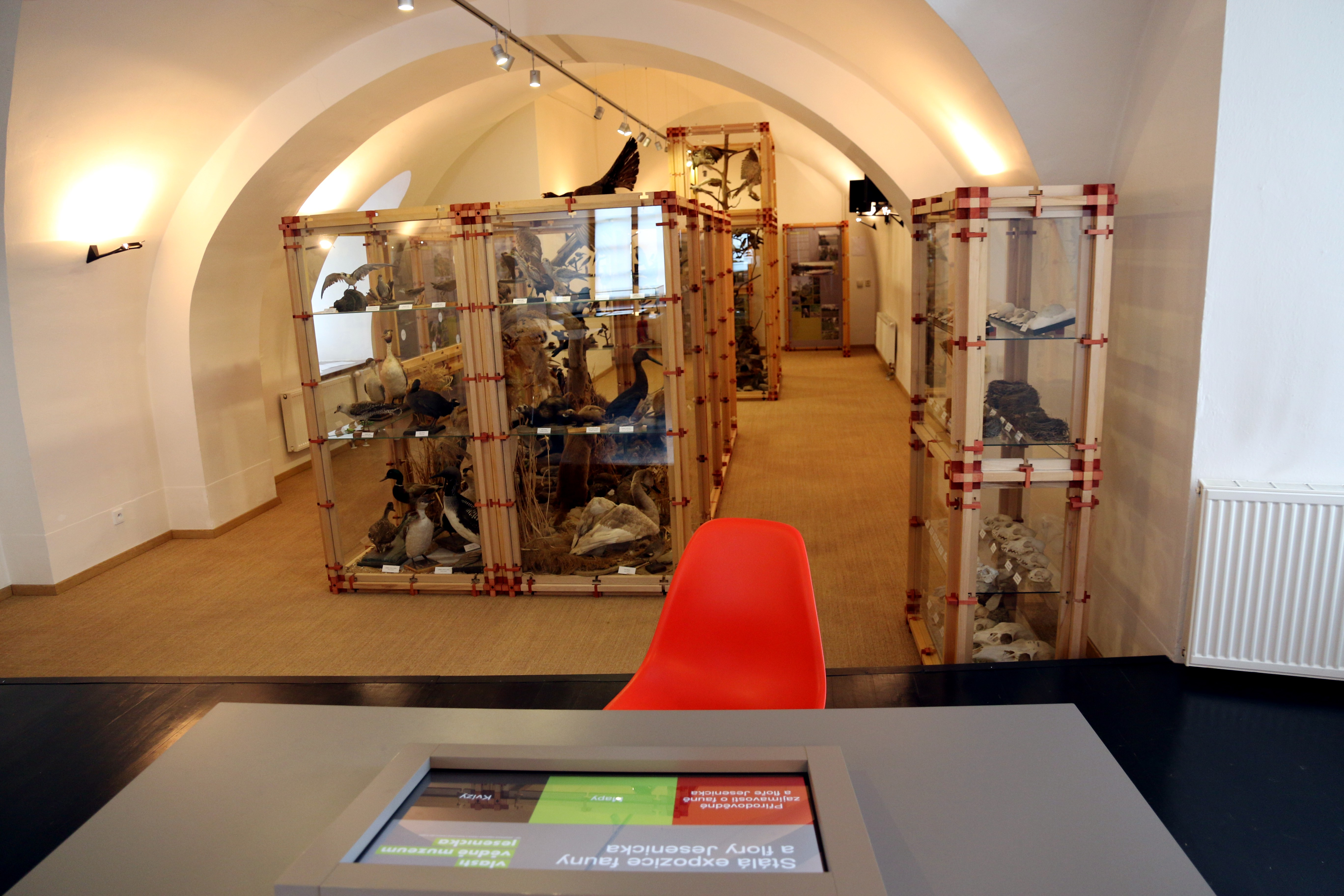
Expozice Fauna a flóra Jesenicka představuje unikátní přírodu Jeseníku.

- Historie a archeologie Jesenicka – výstava poutavě mapuje dějiny regionu od pravěku až po minulé století. První místnost seznamuje s doklady nejstaršího osídlení Jesenicka, přibližuje osudy této oblasti v dobách středověku a představuje nejvýznamnější řemesla a lidovou kulturu původních obyvatel. Druhá část expozice je zaměřena na správní vývoj Jesenicka, období válek či dějiny 20. století. V poslední místnosti, připomínající hudební salónek přelomu 18. a 19. století, se návštěvník seznámí s hudební a lázeňskou tradicí regionu (např. s odkazem významného hudebního skladatele Karla Ditterse z Dittersdorfu, který ve druhé polovině 18. století působil ve službách biskupa Filipa Gottharda Schaffgotsche).
- Fauna a flóra Jesenicka – expozice návštěvníka zavede na nejvyšší vrcholy Jeseníků, do horských smrkových lesů, na tajemná rašeliniště (např. na Rejvízu) i do temných jeskyní a seznámí ho s živočichy i rostlinami typickými pro tyto biotopy. Součástí je i interaktivní dotykový display.
- Čarodějnické procesy na Jesenicku v 17. století – jedním z nejhrůznějších období, které Jesenicko ve své historii zažilo, provází od roku 2012 moderně pojatá a emočně silná expozice nacházející se ve sklepních prostorách tvrze.
- Spirála času Země – příjemný hlas známého herce a dramatika Arnošta Goldflama přiblíží vznik a vývoj jak planety Země, tak také geologické procesy formující dnešní oblast Hrubého Jeseníku, Rychlebských hor, Žulovské pahorkatiny, Vidnavské nížiny a Zlatohorské vrchoviny. Součástí interaktivní expozice je řada ilustrací, fotografií, modelů a filmů.

## Akce a programy
Vedle čtyř stálých výstav se muzeum aktivně zaměřuje i na akce pro odbornou i laickou veřejnost. Pravidelně pořádá přednášky na nejrůznější témata spojená s historií, přírodou či kulturou Jesenicka, dále organizuje exkurze s odbornými pracovníky na zajímavá místa v okolí či workshopy. Již několik let muzeum spolu se Státním okresním archivem v Jeseníku organizuje tzv. svatováclavské setkání, akci s mezinárodní účastí, jejímž výstupem je kromě odborného semináře (každý rok na jiné téma) i následné vydání sborníku. Oblíbené jsou rovněž každoroční vánoční jarmarky se středověkou hudbou, ukázkami krajových řemesel a množstvím tematických produktů. Od konce roku 2017 se muzeum zapojilo do Krajské sítě podpory nadání (KSPN) v Olomouckém kraji, a nabízí tak nejrůznější akce a aktivity pro nadané žáky základních a středních škol.